# Avinyonet de Puigventós
Avinyonet de Puigventós és un municipi de la comarca de l'Alt Empordà, a les Comarques Gironines. Des de 2017, l'alcaldessa és Júlia Gil Vilar.

## Geografia
- Llista de topònims d'Avinyonet de Puigventós (Orografia: muntanyes, serres, collades, indrets..; hidrografia: rius, fonts...; edificis: cases, masies, esglésies, etc).

| Entitat de població     | Habitants (2023) |
| Avinyonet de Puigventós | 1.663            |
| Santa Eugènia           | 14               |
| les Trescases           | 4                |
| Font: Idescat           |                  |

## Història
Documentat el diminutiu Avinyonet des del segle xiv, es va començar a utilitzar probablement per l'envergadura que anava adquirint la ciutat occitana homònima, que era seu papal. Algunes troballes arqueològiques als voltants demostren que el lloc estava habitat a l'època romana, encara que es va fundar a l'edat mitjana. La ciutat va créixer prop d'un castell que pertanyia a l'orde militar de l'Hospital. Aquesta fortalesa va ser en mans dels hospitalers des del segle xiii fins al 1804. La Casa de la vila, ocupa des de principis del segle xx l'antiga església de Sant Joan d'aquesta orde. Fins a la publicació del Reial Decret de 27 de juny de 1916 el municipi es deia simplement Avinyonet.

## Nucli antic
El nucli antic d'Avinyonet de Puigventós és un conjunt medieval que inclòs en l'Inventari del Patrimoni Arquitectònic de Catalunya. Està situat a l'extrem sud-est del nucli urbà de la població, actualment delimitat pel traçat dels carrers dels Fossos, de Vilafant i del Manol, i per les restes del castell i l'església de Sant Esteve.
El nucli presenta carrers estrets i rectilinis, disposats en pendent donat que la zona està elevada, i amb algun pas a manera de passadís cobert. Les cases que conformen l'entramat urbà es poden datar entre els segles xvi i xviii. Són de planta rectangular i moltes d'elles de grans dimensions. En general presenten les cobertes de dues vessants de teula i estan distribuïdes en planta baixa, pis i golfes, o bé dues plantes. Les obertures són majoritàriament rectangulars i estan emmarcades amb carreus de pedra ben desbastats, amb les llindes planes gravades, en molts casos, amb els anys de construcció o reforma. Cal destacar, prop de l'església, un casal amb el portal de mig punt bastit amb grans dovelles i algunes cases amb finestres de tipologia gòtico-renaixentista. A la banda de llevant del temple hi ha un altre edifici amb finestres bilobulades. Altres cases presenten finestres d'arc conopial, amb decoracions vegetals i alguna altra finestra trilobulada també decorada. En el traçat del carrer dels Fossos, prop de l'església, encara es conserven restes del llenç de la muralla amb el basament atalussat i merlets a la part superior, procedents de l'antic recinte emmurallat.

## Demografia
| 1497 | 1515 | 1553 | 1787 | 1887 | 1900 | 1920 | 1950 | 1970 | 2010  | 2024  |
| 21   | 24   | 29   | 194  | 635  | 546  | 590  | 436  | 369  | 1.517 | 1.684 |

## Administració[3]
| Legislatura | Alcalde                          | Partit |
| ----------- | -------------------------------- | ------ |
| 2011-2015   | Josep Maria Bartolomé i Foraster | CiU    |
| 2007-2011   | Josep Maria Bartolomé i Foraster | CiU    |
| 2003-2007   | Maria Terradas i Bosch           | CiU    |
| 1999-2003   | Antoni Badia i Llado             | CiU    |

## Geografia
- Puig d'en Roca. 149,8 m.[4] 42° 16′ 22.27″ N, 2° 54′ 51.20″ E / 42.2728528°N,2.9142222°E
- Puig Ventós. 163,4 m.[4] 42° 16′ 13.74″ N, 2° 54′ 26.90″ E / 42.2704833°N,2.9074722°E

## Masos
- Can Falguerona 42° 15′ 36.86″ N, 2° 54′ 19.75″ E / 42.2602389°N,2.9054861°E

## Llocs d'interès
- Castell de l'Orde de Sant Joan de Jerusalem. D'aquesta fortalesa només es conserven vestigis, com restes de la muralla, una torre quadrangular, un antic fossar i un gran portal adovellat que es creu podria ser l'antiga entrada principal al castell. Està declarat Bé cultural d'interès nacional.
- Església parroquial de Sant Esteve. Reconstruïda sobre parts de l'edifici romànic anterior, al segle xv i posteriorment al segle xviii, que se'n va capgirar l'orientació, per la qual cosa la façana romànica va quedar com mur de la capçalera amb un campanar d'espadanya de quatre ulls.
- Ermita de Santa Eugènia. D'origen romànic dels segles xi i xii, se celebra un aplec cada Dilluns de Pasqua.